# Baixa Cerdanha

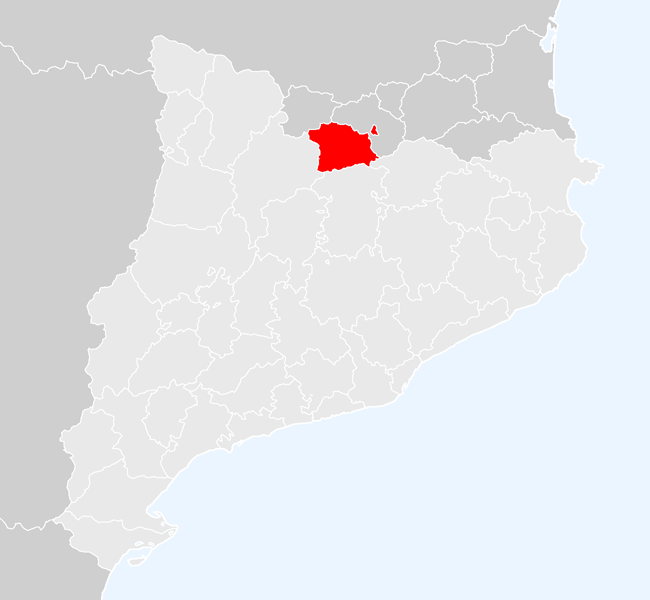
Localização do Baixa Cerdanha, na Catalunha.

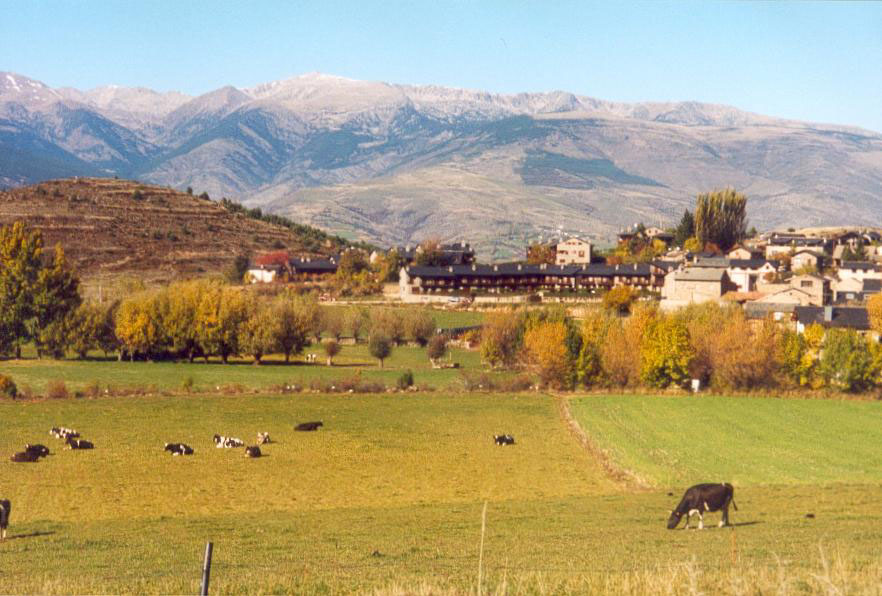
Urús, na Baixa Cerdanha.

Baixa Cerdanha (Baixa Cerdanya em catalão) é uma região (comarca) da Catalunha.
É um dos dois fragmentos em que o território histórico da Cerdanha era dividido como resultado do Tratado dos Pirenéus  de 1659.
Abarca uma superfície de 546,57 quilômetros quadrados e possui uma população de 17.744 habitantes.

## Subdivisões
A comarca do Baixa Cerdanya subdivide-se nos seguintes 17 municípios:
- Alp
- Bellver de Cerdanya
- Bolvir
- Das
- Fontanals de Cerdanya
- Ger
- Guils de Cerdanya
- Isòvol
- Lles de Cerdanya
- Llívia
- Meranges
- Montellà i Martinet
- Prats i Sansor
- Prullans
- Puigcerdà
- Riu de Cerdanya
- Urús